# Långtjärnen (Sorsele socken, Lappland)
Långtjärnen är en sjö i Sorsele kommun i Lappland och ingår i Umeälvens huvudavrinningsområde. Sjön har en area på 0,0474 kvadratkilometer och ligger 479,7 meter över havet.

## Delavrinningsområde
Långtjärnen ingår i det delavrinningsområde (729890-156668) som SMHI kallar för Inloppet i 729051-156723. Medelhöjden är 513 meter över havet och ytan är 82,53 kvadratkilometer. Räknas de 13 avrinningsområdena uppströms in blir den ackumulerade arean 433,78 kvadratkilometer. Nedra Gertsbäcken (Övra Giertsbäcken) som avvattnar avrinningsområdet har biflödesordning 3, vilket innebär att vattnet flödar genom totalt 3 vattendrag innan det når havet efter 344 kilometer. Avrinningsområdet består mestadels av skog (81 procent) och sankmarker (16 procent). Avrinningsområdet har 0,09 kvadratkilometer vattenytor vilket ger det en sjöprocent på 0,1 procent.